# Quintana de la Serena
Quintana de la Serena ist eine Kleinstadt und eine Gemeinde (municipio) mit nur noch 4.455 Einwohnern (Stand: 2024) im Südosten der spanischen Provinz Badajoz in der Autonomen Gemeinschaft Extremadura.

## Lage
Quintana de la Serena liegt ca. 70 Kilometer ostsüdöstlich von Mérida in einer Höhe von ca. 410 m. Der Río Ortiga durchquert die Gemeinde. Das Klima im Winter ist gemäßigt, im Sommer dagegen warm bis heiß; die eher geringen Niederschlagsmengen (ca. 464 mm/Jahr) fallen – mit Ausnahme der nahezu regenlosen Sommermonate – verteilt übers ganze Jahr.

## Bevölkerungsentwicklung
| Jahr      | 1970 | 1981 | 1991 | 2001 | 2011 | 2021 |
| Einwohner | 5171 | 4855 | 5087 | 5171 | 5011 | 4576 |

Der deutliche Bevölkerungsrückgang seit den 1950er Jahren ist im Wesentlichen auf die Mechanisierung der Landwirtschaft, die Aufgabe bäuerlicher Kleinbetriebe und den damit einhergehenden Verlust an Arbeitsplätzen zurückzuführen (Landflucht).

## Wirtschaft
Während das Umland über Jahrhunderte in hohem Maße landwirtschaftlich geprägt war und immer noch ist, ließen sich im Ort selbst auch Kleinhändler, Handwerker und Dienstleister aller Art nieder.

## Sehenswürdigkeiten
- Reste der Burg von Almorchón

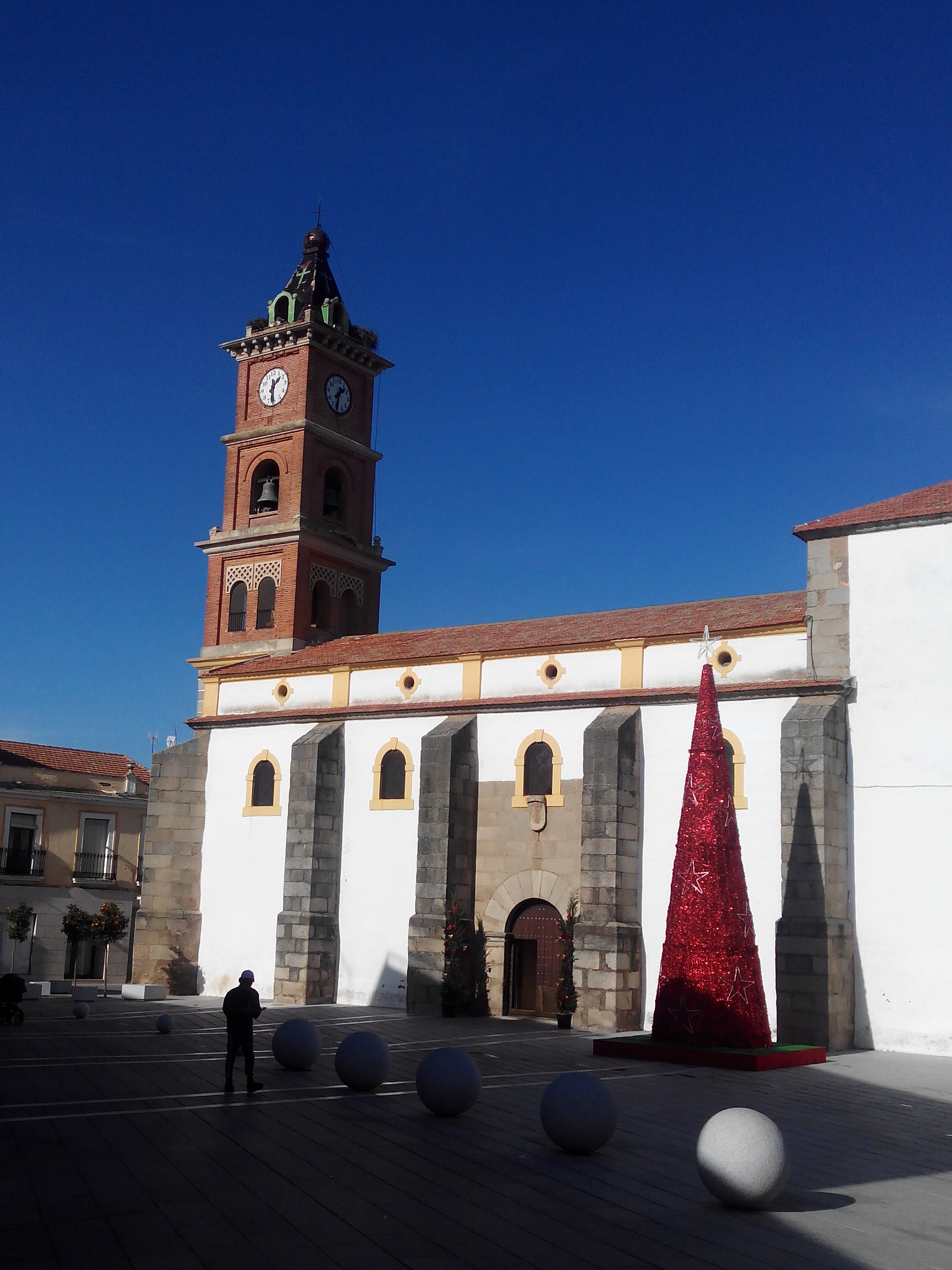
Marienkirche
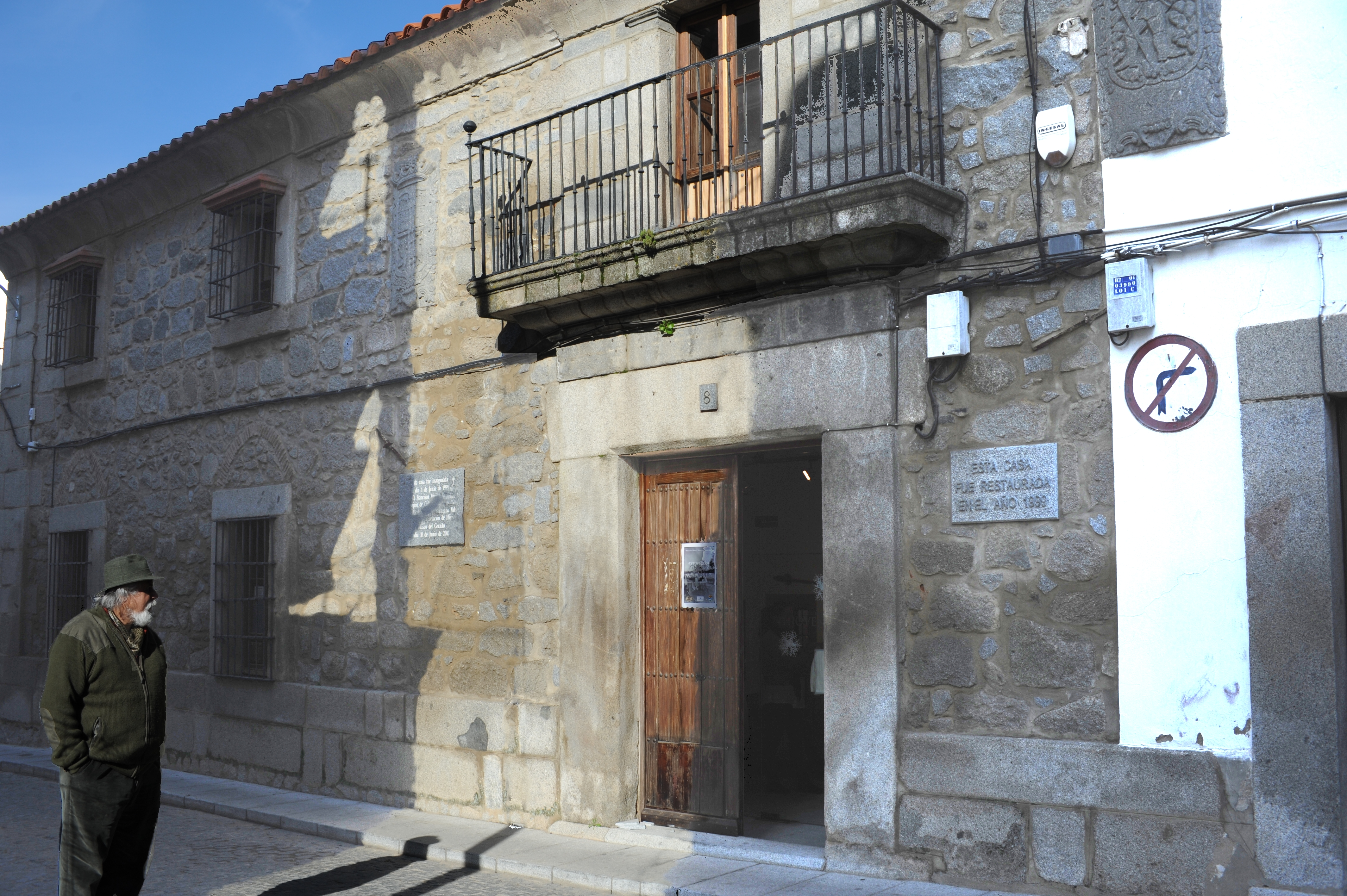
Granitmuseum
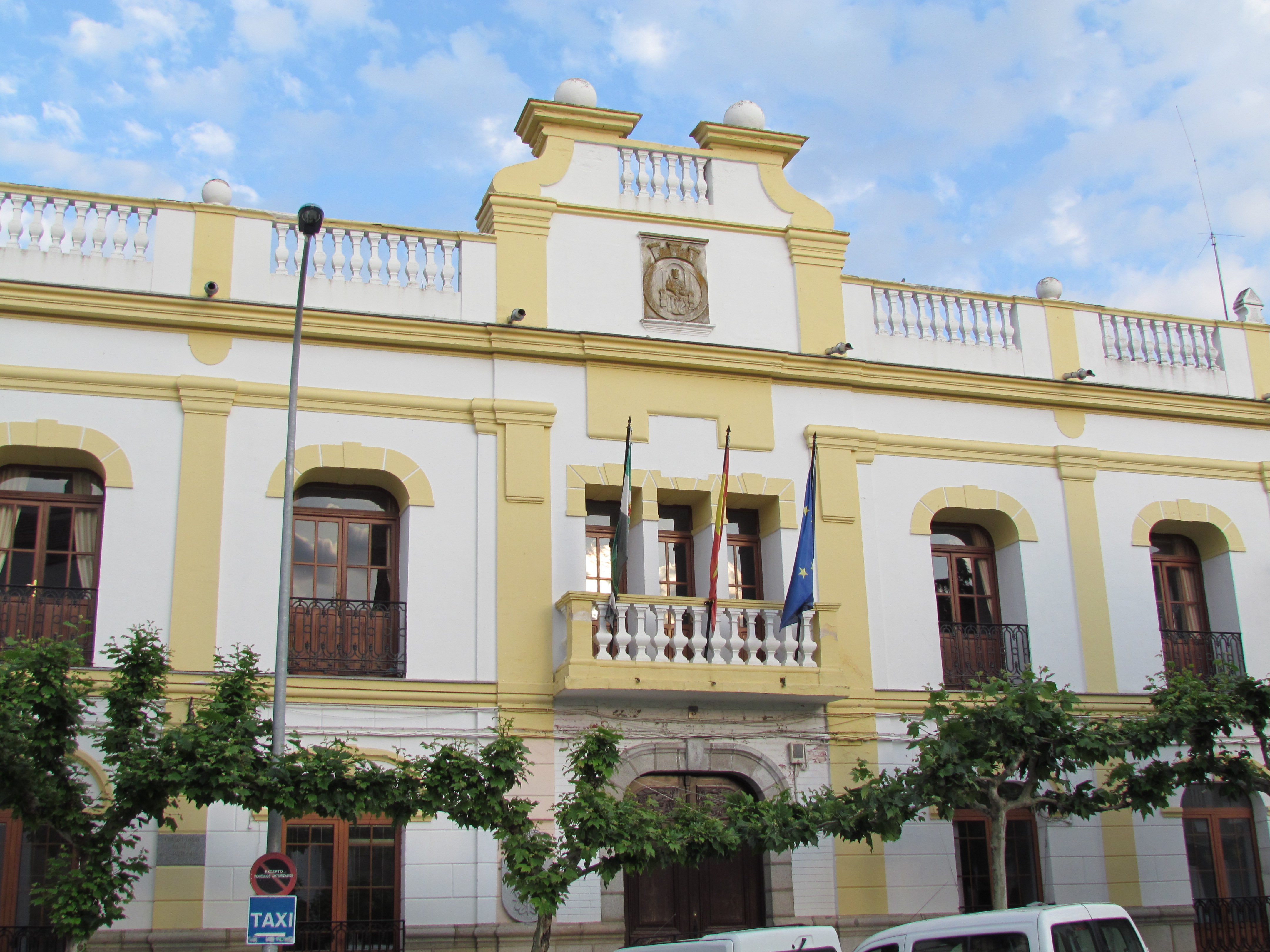
Rathaus

- Marienkirche
- Granitmuseum
- Rathaus

## Persönlichkeiten
- José Antonio Monago (* 1966), Politiker (PP)
- Rafaela Romero (* 1972), Politikerin (PSOE)